# فرانك بروغان
فرانك بروغان (بالإنجليزية: Frank Brogan)‏ هو لاعب كرة قدم بريطاني، ولد في 3 أغسطس 1942 في غلاسكو في المملكة المتحدة. لعب مع إيبسويتش تاون ونادي سلتيك ونادي هاليفاكس تاون.